# Sonkodi Rita
Sonkodi Rita (1968-) magyar festőművész, Dienes Gábor tanítványa. Légies akvarelljei, régebbi korokat idéző aktjai, portréi és tárgyábrázolásai egységet alkotnak a jelentős egyházi megrendelésre készült, templomi alkotásaival. Művei megtalálhatók magán és közgyűjteményekben, több kontinensen és a világ több országában. Szegeden alkot és a Szegedi Tudományegyetemen tanít.

## Életrajz
Sonkodi Rita a szegedi pedagógus- és művészközösség elismert tagja. Földrajz-rajz szakos diplomáját 1991-ben szerezte meg a Juhász Gyula Tanárképző Főiskolán. A Magyar Képzőművészeti Akadémia festő szakán 1997-ben diplomázott festő szakon. Mestere Dienes Gábor volt. 2003-tól a Szegedi Tudományegyetem Tanárképző Főiskolai Karán vizuális nevelést, technikákat és művészettörténetet tanít. 2010-ben DLA (Doctor of Liberal Arts) fokozatot szerzett a Temesvári Nyugati Tudományegyetemen.

## Munkássága
Termékeny és sokoldalú művész, 1992 óta szinte minden évben egy-két kiállítás keretében mutatja be legújabb munkáit. Alkotásaira jellemző, hogy egyaránt képes megragadni a tárgyak bensőséges mikrovilágát, a kastélyok-várak monumentalitását, a női lélek rezdüléseit. A szakrális témakör is közel áll hozzá, vallásos témájú festményei, oltárképei megtalálhatók mind határon túli, mind szegedi és a Csongrád-Csanád vármegyei templomokban. Sonkodi Rita művészetét sokan ismerik és szeretik, többek között azért, mert ha tárgyakat vagy épületeket ábrázol, akkor is mélyen emberi tartalmakat-hangulatokat jelenít meg. Formanyelve sokakhoz közel áll, mert többrétegű művészete képes megszólítani az „egyszerű” művészetkedvelőt és élményt ad a szakterületet jól ismerő, értő közönségnek is. 

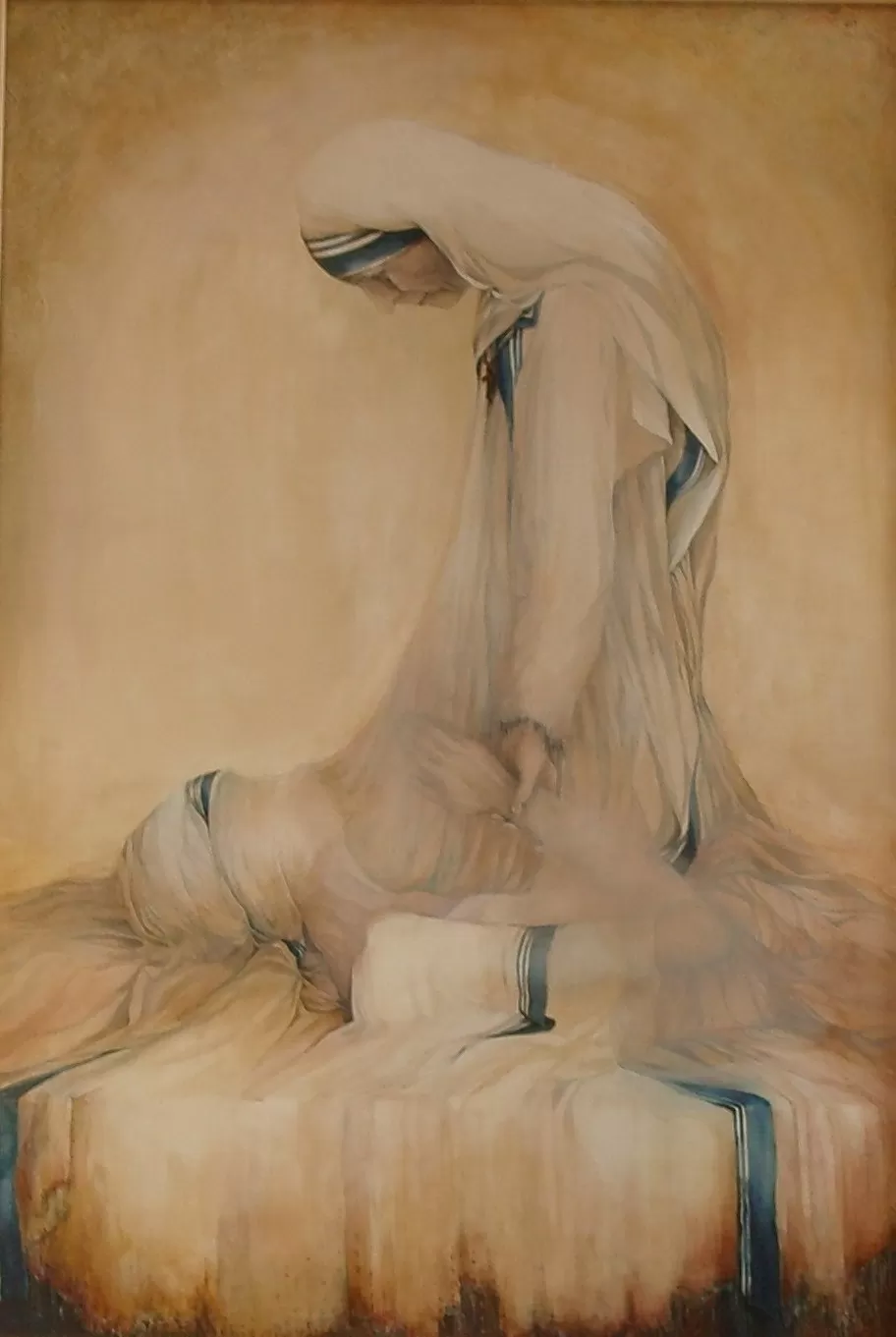
Sonkodi Rita: Kalkuttai Szent Teréz oltárkép 2006.

„Úgy élek, ahogy festek, azt festem, amit megélek.” Életének meghatározó találkozása volt megismerkedése Polcz Alaine személyiségével és műveivel. Méltósággal megélni és kísérni a halál természetes megélését a Teréz Anyáról festett oltárképében is tetten érhető. E két asszony élete és tettei a mai napig példaképként és ihletadóként jelennek meg festészetében. Ezt erősíti, hogy doktori értekezésének témája is a „Halotti maszk kultúrtörténetéből” merítkezik. Jelen kiállítás egy gyónás ecsettel a kézben. Saját életének a halál- és elvesztés-történetét a grafikái vonalai segítenek megélni és túlélni. Képeivel Édesanyjának állít emléket.
Szegeden él és dolgozik. 

## Kiállítások
Több mint 30 önálló kiállításának mintegy felét Szegeden rendezte. Legutóbbi szegedi „Történeteim” című gyűjteményes kiállításán 80-nál több alkotást mutatott be, és részt vett a Szegedi Dóm Látogatóközpontjában rendezett Magyar Himnusz kiállításon is. Szeged Város megbízásából készített akvarelleket a város nevezetes épületeiről is. Szegedi kötődése markánsan megmutatkozik egyházművészeti alkotásaiban is. Számos határon túli megrendelése után (Felvidék, Erdély, Új-Zéland) 2006-ban készítette el a szegedi Kalkuttai Szent Teréz és 2014-ben a mórahalmi Szent László király templom oltárképét. Állandó kiállításán tekinthető meg a Korona Kulturális Központban Makón Rilke: Mária élete című versciklusa ihlette 14 táblaképes sorozata. Emellett  világi témájú alkotásaival találkozhatunk a szegedi Art Hotelben is.

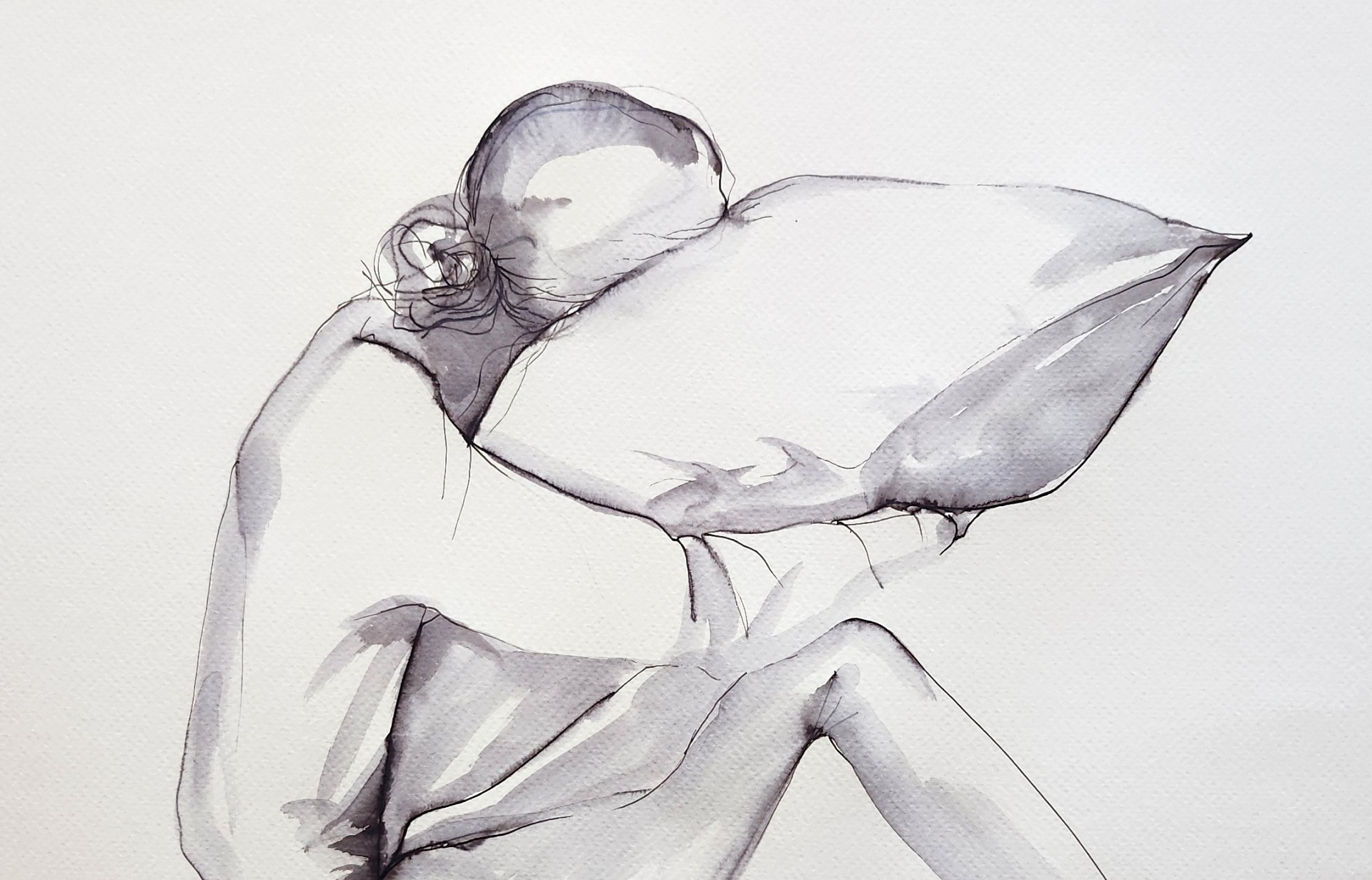
Sonkodi Rita: Gyónás ecsettel a kézben